# Iryna Khalip
Iryna Khalip (tiếng Belarus: Iрына Халiп, tiếng Nga: Ирина Халип, Irina Khalip) là nhà báo người Belarus. Khalip sinh ngày 12 tháng 11 năm 1967 tại Minsk, Belarus. Bà bắt đầu làm nghề viết báo từ năm 1994. Bà làm phóng viên và biên tập viên ở văn phòng báo Novaya Gazeta tại Minsk.
Bà nổi tiếng về các bài báo chỉ trích chính phủ Belarus của Aliaksandr Lukašenka không dân chủ và đàn áp các người đối lập, do đó bà thường xuyên bị giới chức chính quyền và cảnh sát Belarus quấy nhiễu.
Bà kết hôn với nhà ngoại giao Andrej Sannikau, một chính trị gia đối lập đã đựợc trao Giải Bruno Kreisky

## Giải thưởng
Năm 2009 bà đã được Quỹ Truyền thông của Phụ nữ Quốc tế (International Women's Media Foundation) trao Giải Dũng cảm trong nghề báo (Courage in Journalism Award)